# Pietro Foscari
Pietro Foscari, le cardinal de Venise, né vers 1417 à Venise dans la république de Venise, Italie, et décédé le 11 août 1485 à Viterbe, est un cardinal italien. Il est le neveu du doge de Venise Francesco Foscari.

## Repères biographiques
Foscari est abbé de Ss. Cosma e Damiano à Zara, chanoine du chapitre de Padoue, primicerius de la cathédrale de S. Marco à Venise, protonotaire apostolique et primicerius de l'abbaye de Ss. Filippo e Giacomo.
Il est créé  cardinal in pectore par le pape Paul II dans le consistoire secret du 25 mars 1471. Sa création n'est pas publiée et le pape meurt le 26 juillet suivant. Foscari n'est pas admis au conclave. Il est créé cardinal par le pape Sixte IV lors du consistoire de 10 décembre 1477. Le cardinal Foscari est nommé administrateur de Spalato en 1478. En 1484 il est nommé administrateur de Padoue.
Le cardinal Foscari participe au conclave de 1484 (élection d'Innocent VIII).